# História de computação
Em ciência da computação, uma história de computação é uma seqüência de passos dados por uma máquina abstrata no processo de computar seu resultado para uma dada entrada. Histórias de computação são freqüentemente usadas em provas matemáticas sobre as capacidades de certas máquinas, e principalmente sobre a indecibilidade de várias linguagens formais.
A história de computação para uma máquina {\displaystyle M} sobre uma entrada {\displaystyle w} é simplesmente uma sequência de configurações, {\displaystyle C_{0}C_{1}C_{2}C_{3}...C_{f}} pelas quais a máquina passa à medida que processa a entrada, onde {\displaystyle C_{0}} é a configuração inicial de {\displaystyle M} sobre {\displaystyle w}, {\displaystyle C_{1}} é a configuração posterior, e assim sucessivamente até chegar na configuração final {\displaystyle C_{f}}.
Cada configuração descreve completamente o estado da máquina em um ponto particular. Ou seja, um histórico de computação é um registro completo da computação dessa máquina. Para ser válido, certas condições precisam ser satisfeitas:
- a primeira configuração,{\displaystyle C_{0}}, precisa ser uma configuração inicial válida da máquina e
- cada transição entre configurações adjacentes precisa ser válida de acordo com as regras de transição da máquina.

Adicionalmente, para ser completa, uma história de computação precisa ser finita e
- a configuração final,{\displaystyle C_{f}}, precisa ser uma configuração final válida da máquina.

As definições de "configuração inicial válida", "transição válida", e "configuração final válida" variam para diferentes tipos de máquinas formais.

## Máquinas de estados finitas
Para uma máquina de estados finita {\displaystyle M}, uma configuração é simplesmente o estado atual da máquina, junto com a entrada restante.
A primeira configuração deve ser o estado inicial de {\displaystyle M} e a entrada completa. Uma transição de uma configuração {\displaystyle (S,I)}
para uma configuração {\displaystyle (T,J)} é permitida se {\displaystyle I=aJ} para algum símbolo de entrada {\displaystyle a} e
se {\displaystyle M} tem uma transição de {\displaystyle S} para {\displaystyle T} com a entrada {\displaystyle a}. A configuração final deve ter a cadeia vazia ε como sua entrada restante. A entrada ser aceita ou não por {\displaystyle M}, depende de se o estado final é um estado de aceitação.

## Máquinas de Turing
História de computação são mais comumente usadas em referência a Máquinas de Turing. A configuração de uma Máquina de Turing de fita única consiste do conteúdo da fita, a posição da cabeça de leitura/escrita da fita, e do estado atual da máquina de estados associada; isto é usualmente representado como:
{\displaystyle 1011q7011110}, onde para esse exemplo:
- {\displaystyle q7} é o estado atual,
- {\displaystyle 1011011110} é o conteúdo atual da fita e
- A cabeça de leitura/escrita está sobre o segundo {\displaystyle 0}.[1]

Seja {\displaystyle M} uma máquina de Turing e {\displaystyle w} uma cadeia de entrada:
- Uma história de computação de aceitação para M sobre w é uma sequência de configurações {\displaystyle C_{0}C_{1}C_{2}C_{3}...C_{f}}, onde {\displaystyle C_{0}} é a configuração inicial de {\displaystyle M} sobre  {\displaystyle w}, {\displaystyle C_{f}} é uma configuração de aceitação de {\displaystyle M}, e cada {\displaystyle C_{i}+1} segue legitimamente de {\displaystyle C_{i}} conforme as regras de {\displaystyle M}.

- Uma história de computação de rejeição para {\displaystyle M} sobre {\displaystyle w} é definida similarmente, exceto que {\displaystyle C_{f}} é uma configuração de rejeição.[1]

As histórias de computação são sequências finitas. Se {\displaystyle M} não pára sobre w, nenhuma história de computação de aceitação ou de rejeição existe para M sobre w. As máquinas determinísticas tem no máximo uma história de computação sobre qualquer dada entrada. E as não-determinísticas podem ter muitas histórias de computação sobre uma única entrada, correspondendo aos vários ramos da computação.

### Exemplos de histórias de computação
Seja a definição formal de uma máquina de Turing {\displaystyle M=(Q,\Sigma ,\Gamma ,\delta ,q_{0},q_{a},q_{r})}, onde:
- {\displaystyle Q} é um conjunto finito de estados,
- {\displaystyle \Sigma } é o alfabeto de entrada,
- {\displaystyle \Gamma } é o alfabeto da fita,
- {\displaystyle \delta :Q\times \Gamma } ⇒ {\displaystyle Q\times \Gamma \times } {E,D} a função de transição,
- {\displaystyle q_{0}\in Q} é o estado inicial,
- {\displaystyle q_{a}\in Q} é o estado de aceitação,
- {\displaystyle q_{r}\in Q} é o estado de rejeição.[1]

Agora, vamos simular dois exemplos simples de uma máquina de Turing {\displaystyle M} sobre duas cadeias {\displaystyle w} diferentes. Suponha que {\displaystyle M=(Q,\Sigma ,\Gamma ,\delta ,q_{0},q_{a},q_{r})}, onde:
- {\displaystyle Q=} {{\displaystyle q_{0}}, {\displaystyle q_{1}}, {\displaystyle q_{a}}, {\displaystyle q_{r}}}
- {\displaystyle \Sigma } = {0,1}
- {\displaystyle \Gamma } = {0,1,b}, onde b representa o símbolo em branco
- {\displaystyle \delta } representada por:

{\displaystyle \delta }({\displaystyle q_{0}},0) ⇒ ({\displaystyle q_{1}}, 0, D), 

{\displaystyle \delta }({\displaystyle q_{0}},1) ⇒ ({\displaystyle q_{0}}, b, D), 

{\displaystyle \delta }({\displaystyle q_{1}},1) ⇒ ({\displaystyle q_{r}}, b, D), 

{\displaystyle \delta }({\displaystyle q_{1}},0) ⇒ ({\displaystyle q_{a}}, 0, D). 

Para {\displaystyle w} = 1100, a história de computação dessa máquina seria:

{\displaystyle q_{0}}1100

b{\displaystyle q_{0}}100

bb{\displaystyle q_{0}}00

bb0{\displaystyle q_{1}}0

bb00{\displaystyle q_{a}}

O que consistiria numa história de computação de aceitação.
Para {\displaystyle w} = 101, a história de computação dessa máquina seria:

{\displaystyle q_{0}}101

b{\displaystyle q_{0}}01

b0{\displaystyle q_{1}}1

b0b{\displaystyle q_{r}}

O que consistiria numa história de computação de rejeição.

### Resultados para decibilidade
Histórias de computação podem ser usadas para mostrar que certos problemas
para autômatos com pilha são indecidíveis. Isso acontece porque a linguagem
que não aceita histórias de computação de uma máquina de Turing {\displaystyle M}
sobre uma entrada {\displaystyle w} é uma linguagem livre do contexto reconhecida
por um autômato com pilha não determinístico.
Nós codificamos a história de computação de uma máquina de Turing {\displaystyle c_{0},c_{1},...,c_{n}} como
a cadeia {\displaystyle C_{0}\#C_{1}^{r}\#C_{2}\#C_{3}^{r}\#...\#C_{n}}, onde {\displaystyle C_{i}} é a
codificação da configuração {\displaystyle c_{i}}, como foi discutido acima, e onde qualquer outra
configuração é escrita ao contrário. Antes de ler uma configuração particular, o autômato com pilha faz uma
escolha não-determinística para ou ignorar a configuração ou lê-la completamente para a pilha.
- Se o autômato com pilha decide ignorar a configuração, ele simplesmente a lê e a descarta completamente e faz a mesma escolha para a próxima.
- Se ele decide processar a configuração, ele a empurra completamente na pilha, e então verifica se a próxima configuração é uma sucessora válida de acordo com as regras de {\displaystyle M}. Como configurações válidas são sempre escritas em ordem oposta, isso pode ser feito, para cada símbolo novo da fita na nova configuração, retirando o topo da pilha e checando se eles são iguais. Quando eles diferem, deve ser de acordo com uma transição válida de {\displaystyle M}. Se, em eu qualquer ponto, o autômato decide que a transição é inválida, ele imediatamente entra em um estado especial de aceitação

que ignora o resto da entrada e aceita no fim.
Além disso, o autômato verifica se a primeira configuração é a configuração inicial certa (caso não seja, ele aceita) e se o estado da configuração final da história é o estado de aceitação (caso não seja, ele aceita). Como um autômato não-determinístico aceita se existe uma maneira válida para que ele aceite, o autômato descrito aqui descobrirá se a história não é uma história válida de aceitação
e aceitará caso não seja, e rejeitará caso contrário.
O mesmo truque não pode ser usado para reconhecer histórias de computação de aceitação
para um autômato com pilha não determinístico, pois como o determinismo pode ser usado para
pular um teste passado que iria falar caso contrário. Uma máquina de Turing de limite linear,
é suficiente para aceitar histórias de computação de aceitação.
Esse resultado permite provar que {\displaystyle ALL_{APD}}, a linguagem
de autômatos com pilha que aceitam todas as entradas, é indecidível.
Suponha que exista um decisor {\displaystyle D} para este problema. 

Para qualquer máquina de Turing {\displaystyle M} e entrada {\displaystyle w}, nós podemos formar o autômato com pilha {\displaystyle P}
o qual aceita todas as cadeias que não sejam história de computação para essa máquina.

{\displaystyle D(P)} aceitará se e somente se não há nenhuma história de computação para essa máquina.

Se esse decisor {\displaystyle D} realmente existisse, {\displaystyle A_{TM}} seria decidível. Como {\displaystyle A_{TM}} é indecidível, {\displaystyle D} deve ser indecidível.
1. 1 2 3 4  Michael Sipser. Introdução à Teoria da Computação, 2011. Tradução de 2a edição norte-americana.